# Elatostema hechiense
Elatostema hechiense är en nässelväxtart som beskrevs av Wen Tsai Wang och Y.G.Wei. Elatostema hechiense ingår i släktet Elatostema och familjen nässelväxter. Inga underarter finns listade i Catalogue of Life.